# Popůvky (Vysočina)
Popůvky é uma comuna checa localizada na região de Vysočina, distrito de Třebíč.